# Thomasomys rosalinda
Thomasomys rosalinda é uma espécie de roedor da família Cricetidae.
Apenas pode ser encontrada no Peru.